# 3 000 meter hinder för herrar i friidrott vid olympiska sommarspelen 1980
3 000 meter hinder för herrar vid olympiska sommarspelen 1980 i Moskva avgjordes 31 juli. 

## Medaljörer
| Gren              | Guld                         | Guld    | Silver                  | Silver  | Brons                  | Brons   |
| 3000 meter hinder | Bronisław Malinowski · Polen | 8.09,70 | Filbert Bayi · Tanzania | 8.12,48 | Eshetu Tura · Etiopien | 8.13,57 |

## Resultat
- Q innebär avancemang utifrån placering i heatet.
- q innebär avancemang utifrån total placering.
- DNS innebär att personen inte startade.
- DNF innebär att personen inte fullföljde.
- DQ innebär diskvalificering.
- NR innebär nationellt rekord.
- OR innebär olympiskt rekord.
- WR innebär världsrekord.
- WJR innebär världsrekord för juniorer
- AR innebär världsdelsrekord (area record)
- PB innebär personligt rekord.
- SB innebär säsongsbästa.

### Final
| Placering | Final                      | Tid    |
| --------- | -------------------------- | ------ |
|           | Bronisław Malinowski (POL) | 8.09,7 |
|           | Filbert Bayi (TAN)         | 8.12,5 |
|           | Eshetu Tura (ETH)          | 8.13,6 |
| 4.        | Domingo Ramón (ESP)        | 8.15,8 |
| 5.        | Francisco Sánchez (ESP)    | 8.18,0 |
| 6.        | Giuseppe Gerbi (ITA)       | 8.18,5 |
| 7.        | Bogusław Mamiński (POL)    | 8.19,5 |
| 8.        | Anatolij Dimov (URS)       | 8.19,8 |
| 9.        | Vasile Bichea (ROU)        | 8.23,9 |
| 10.       | Dušan Moravčík (TCH)       | 8.29,1 |
| 11.       | Lahcene Babaci (ALG)       | 8.31,8 |
| 12.       | Tommy Ekblom (FIN)         | 8.40,9 |

### Semifinaler
| Placering | Heat 1                     | Tid    |
| --------- | -------------------------- | ------ |
| 1.        | Filbert Bayi (TAN)         | 8.16,2 |
| 2.        | Eshetu Tura (ETH)          | 8:16.2 |
| 3.        | Bogusław Mamiński (POL)    | 8:18.8 |
| 4.        | Francisco Sánchez (ESP)    | 8:19.0 |
| 5.        | Anatolij Dimov (URS)       | 8:24.9 |
| 6.        | Lahcen Babaci (ALG)        | 8:25.5 |
| 7.        | Roberto Volpi (ITA)        | 8:29.7 |
| 8.        | Colin Reitz (GBR)          | 8:29.8 |
| 9.        | Krzysztof Wesołowski (POL) | 8:33.1 |
| 10.       | Vesa Laukkanen (FIN)       | 8:33.3 |
| 11.       | Paul Copu (ROM)            | 8:45.0 |
| 12.       | Stanimir Nenov (BUL)       | 8:50.2 |

| Placering | Heat 2                     | Tid    |
| --------- | -------------------------- | ------ |
| 1.        | Bronisław Malinowski (POL) | 8.21,2 |
| 2.        | Domingo Ramón (ESP)        | 8:22.0 |
| 3.        | Vasile Bichea (ROM)        | 8:24.3 |
| 4.        | Tommy Ekblom (FIN)         | 8:24.3 |
| 5.        | Giuseppe Gerbi (ITA)       | 8:27.2 |
| 6.        | Dušan Moravčík (TCH)       | 8:28.0 |
| 7.        | Roger Hackney (GBR)        | 8:29.2 |
| 8.        | Hailu Wolde-Tsadik (ETH)   | 8:35.0 |
| 9.        | Aleksandr Vorobej (URS)    | 8:44.3 |
| 10.       | Wolfgang Konrad (AUT)      | 8:51.6 |
| 11.       | Tony Staynings (GBR)       | 8:52.3 |
| —         | Sergej Olizarenko (URS)    | DNF    |

### Försöksheat
| Placering | Heat 1                  | Tid    |
| --------- | ----------------------- | ------ |
| 1.        | Filbert Bayi (TAN)      | 8.21,4 |
| 2.        | Eshetu Tura (ETH)       | 8:23.8 |
| 3.        | Bogusław Mamiński (POL) | 8:24.0 |
| 4.        | Wolfgang Konrad (AUT)   | 8:25.0 |
| 5.        | Francisco Sánchez (ESP) | 8:27.5 |
| 6.        | Tommy Ekblom (FIN)      | 8:27.8 |
| 7.        | Aleksandr Vorobej (URS) | 8:42.6 |
| 8.        | Tony Staynings (GBR)    | 8:47.5 |
| 9.        | Nicolae Voicu (ROU)     | 8:49.0 |
| 10.       | Anders Carlson (SWE)    | 9:01.8 |

| Placering | Heat 2                     | Tid    |
| --------- | -------------------------- | ------ |
| 1.        | Bronisław Malinowski (POL) | 8:29.8 |
| 2.        | Dušan Moravčík (TCH)       | 8:33.4 |
| 3.        | Sergej Olizarenko (URS)    | 8:34.2 |
| 4.        | Colin Reitz (GBR)          | 8:35.3 |
| 5.        | Roberto Volpi (ITA)        | 8:35.6 |
| 6.        | Vesa Laukkanen (FIN)       | 8:38.4 |
| 7.        | Paul Copu (ROU)            | 8:45.6 |
| 8.        | Girma Wolde-Hana (ETH)     | 8:54.6 |
| 9.        | Ralf Pönitsch (GDR)        | 8:56.5 |
| 10.       | Abdul Karim Joumaa (SYR)   | 9:29.4 |
| —         | José Sena (POR)            | DNF    |

| Placering | Heat 3                     | Tid    |
| --------- | -------------------------- | ------ |
| 1.        | Domingo Ramón (ESP)        | 8.31,9 |
| 2.        | Anatolij Dimov (URS)       | 8:33.2 |
| 3.        | Vasile Bichea (ROU)        | 8:35.4 |
| 4.        | Krzysztof Wesołowski (POL) | 8:35.6 |
| 5.        | Roger Hackney (GBR)        | 8:36.4 |
| 6.        | Giuseppe Gerbi (ITA)       | 8:37.1 |
| 7.        | Lahcen Babaci (ALG)        | 8:38.7 |
| 8.        | Hailu Wolde-Tsadik (ETH)   | 8:41.0 |
| 9.        | Stanimir Nenov (BUL)       | 8:43.8 |
| 10.       | Albert Marie (SEY)         | 9:19.7 |